# H. L. Mencken
H. L. Mencken   (Baltimore, 12 de setembre de 1880 - Baltimore, 29 de gener de 1956), nascut Henry Louis Mencken, fou un periodista, lingüista, escriptor satíric, crític social i lliurepensador estatunidenc, anomenat «el savi de Baltimore» o fins i tot «el Nietzsche estatunidenc». Sovint és considerat un dels escriptors estatunidencs més influents del segle xx. En un moment de la seva carrera, els estatunidencs l'havien designat com la seva ment més brillant i crític literari inigualable.
Mencken és probablement més conegut avui pel seu llibre The American Language, un estudi de diversos volums sobre com es parla l'anglès als Estats Units, pels seus reportatges satírics sobre el Judici Scopes, que ell anomenava el « procés del mico ».

## Biografia
Mencken era el fill d'August Mencken Sr, propietari d'una fàbrica germanoestatunidenca de cigars. Quan Mencken només tenia tres anys, la seva família es va traslladar al 1524 de Hollins Street, al barri de Union Square, a Baltimore. Deixant a part cinc anys de vida conjugal, Mencken va passar la resta de la seva vida en aquesta casa.
Els pares de Mencken insistiren perquè fes classes nocturnes, a fi i efecte d'aprendre a escriure per a diaris o empreses. Això va marcar el debut de Mencken en el periodisme, i mai va anar a l'escola secundària.
Mencken esdevingué reporter per al Baltimore Morning Herald el 1899, i després per al Baltimore Sun el 1906. Va continuar escrivint, a temps complet o ocasional, per al Sun fins al 1948, quan va deixar d'escriure.
En un període de només uns pocs anys, Mencken va començar a escriure editorials i va donar el seu punt de vista, la qual cosa li permeté de fer-se per ell mateix. A més, va escriure contes, novel·les i poemes, que mai va publicar. El 1908, es va convertir en un crític literari per a The Smart Set, i el 1924 va fundar amb l'ajuda de George Jean Nathan la revista The America Mercury, publicada per Alfred A. Knopf. Aquesta publicació periòdica aviat es va beneficiar d'una distribució nacional, i es va fer molt influent en els campus universitars estatunidencs. El 1933 Mencken va deixar de ser-ne el director.
El 1930, Mencken es va casar amb Sara Haardt, una professora d'anglès al Goucher College de Baltimore i autora, que tenia 18 anys menys que ell. Haardt, cap de la branca d'Alabama del National Woman's Party ("Partit Nacional de la Dona"), va fer campanya per aquest estat per ratificar la 19a esmena. Es van conèixer el 1923 després que Mencken pronunciés una conferència al Goucher College. Li va fer la cort durant set anys. El matrimoni ocupà titulars als diaris nacionals, i molts es van sorprendre que Mencken, que una vegada va dir que el matrimoni era "el final de l'esperança" i que era conegut per fer burla de les relacions de gènere, hagués arribat fins a l'altar. "L'Esperit Sant em va informar i em va inspirar", va dir. "Com tots els altres infidels, sóc supersticiós i segueixo la meva intuïció: aquesta té pinta de superba." Encara més sorprenent, es va casar amb una dona nadiua d'Alabama, mentre escrivia articles mordaços sobre els estats del sud.
Haardt va ser diagnosticada de tuberculosi durant el seu matrimoni, va morir de meningitis el 1935, i va deixar Mencken enfonsat en la desesperació. Havia defensat els seus escrits, i després de la seva mort va publicar una compilació de les seves històries sota el títol Southern Album.
La Gran Depressió i el New Deal, que no li agradava a Mencken, van ser l'arrel del seu descens de popularitat, així com la seva manca de suport a la participació dels Estats Units en la Segona Guerra Mundial i la seva aversió personal al president Franklin Delano Roosevelt. Els seus serveis com a crític literari, comentarista satíric i polític van ser cada vegada menys demandats, la seva principal activitat intel·lectual entre la mort de Haardt i el seu accident cerebrovascular el 1948, que el va deixar conscient però incapaç de llegir ni escriure, a excepció d'uns quants textos per als diaris de Baltimore, fou el seu estudi de l'anglès dels Estats Units i la redacció de les seves memòries. Aquestes últimes van tenir forma d'assaigs humorístics, anecdòtics i nostàlgics, i foren publicades per primera vegada al New Yorker, i després s'aplegaren a les obres Happy Days, Newspaper Days, i Heathen Days.
Després del seu atac Mencken gaudia escoltant música clàssica, xerrant amb amics, encara que de vegades parlava d'ell en el passat. Preocupat per la seva manera de ser percebut després de la seva mort, va presentar els seus papers, cartes, articles de premsa i, fins i tot, els seus butlletins escolars de l'escola primària, mentre no podia llegir. Les seves cartes, que són centenars de milers, rebudes o enviades, van ser posades a disposició dels estudiosos el 1971, el 1981 i el 1991. L'única omissió són les cartes estrictament personals rebudes de dones.

### Decés
Mencken morí el 29 de gener de 1956. És enterrat al cementiri Loudon Park de Baltimore. L'epitafi de la seva tomba diu:
| « | Si, després de marxar d'aquesta vall, alguna vegada em recordes i has pensat a complaure el meu fantasma, perdona algun pecador i pica l'ullet a una noia casolana. | » |

Després de la seva mort, aquest epitafi també va ser inscrit en una placa penjada al passadís del Baltimore Sun. Mencken havia suggerit aquest epitafi per a la seva tomba al Smart Set diversos anys abans de la seva mort.

## Idees polítiques
Anne Ollivier-Mellios, en un article dels Études anglaises, avança la hipòtesi segons la qual Mencken podria ésser classificat entre els anarquistes de dreta com ara Michel-Georges Micberth, a França. De fet, el seu odi a la democràcia, el seu individualisme exaltat, així com un cert conservadorisme a nivell de maneres podrien incitar a classificar-lo com suggereix Ollivier-Mellios.

### Elitisme
En comptes de discutir si una raça o grup és superior a un altre, Mencken creu que cada grup, ja sigui periodistes, negres o artistes, produeix les seves elits. Considera que les agrupacions són equivalents a jerarquies, la qual cosa dona lloc a una mena d' elitisme i aristocràcia naturals. Els individus superiors, d'acord amb Mencken, són, per tant, els que són injustament oprimits i menyspreat pel seu propi grup, però distingits per llur voluntat i llur compliment personal, i no per raça o naixement. Així, segons el seu patrimoni, la seva realització i la seva ètica, Mencken considerava que era part d'aquesta elit.
El 1989, d'acord amb les seves instruccions, Alfred A. Knopf va publicar el "Diari secret" d'en Mencken amb el títol The Diary of HL Mencken. Segons un article de Daily Breeze, de 5 de desembre de 1989, titulat El diari secret de Mecken mostra tendències racistes, les idees de Mencken també van sorprendre "l'erudit compassiu que l'edità", Charles A. Fecher. Hi havia un club de Baltimore anomenat Maryland Club, un dels membres del qual era jueu, i va morir. Mencken va escriure, segons l'article: : « No hi ha un altre jueu a Baltimore que sembli adequat » (« There is no other Jew in Baltimore who seems suitable »). El diari també el va citar parlant dels negres, al setembre de 1943: "és impossible parlar res semblant a la discreció o el judici a una dona de color. Tots ells són essencialment com nens, i fins i tot una experiència difícil no els ensenya res". No obstant això, la violència contra els negres l'enfurismava. En aquest sentit, va afirmar sobre un linxament que havia tingut lloc a Maryland:
| « | Ni un sol peix gros es va desplaçar a l'emergència, per bé que tot el poble sabia el que estava passant. Qualsevol d'aquests peixos grossos hagués pogut impedir el crim només amenaçant de denunciar els seus autors, però cap no va parlar. Així, Williams fou penjat, cremat i mutilat. | » |

Una altra crítica que se li fa sovint ès que estava obsessionat amb la importància de l'estatus social o la classe social. Mencken va trencar una relació de diversos anys amb la seva amant Marion Bloom, quan estaven a punt de casar-se, el que els crítics han interpretat com un menyspreu per part de Mencken, que considerava que Bloom no era prou rica, de prou nivell social i sofisticada per a ell. No obstant això, Mencken va afirmar que havia trencat aquesta relació només després de la seva conversió a la ciència cristiana, que ell rebutjava.

## Obres
- George Bernard Shaw: His Plays (1905)
- The Philosophy of Friedrich Nietzsche (1907)
- The Artist: A Drama Without Words (1912)
- A Book of Burlesques (1916)
- A Little Book in C Major (1916)
- The Creed of a Novelist (1916)
- Pistols for Two (1917)
- A Book of Prefaces (1917)
- In Defense of Women (1917)
- Damn! A Book of Calumny (1918)
- L'Anticrist de Friedrich Nietzsche, en tant que traductor (1918)
- The American Language (1919)
- La sèrie dels Prejudicis (1919–27) :
  - First Series (1919)
  - Second Series (1920)
  - Third Series (1922)
  - Fourth Series (1924)
  - Fifth Series (1926)
  - Sixth Series (1927)
  - Selected Prejudices (1927)
- The American Credo: A Contribution Toward the Interpretation of the National Mind en col·laboració amb George Jean Nathan (1920)
- The Hills of Zion (1925)
- Notes on Democracy (1926)
- Libido for the Ugly (1927)
- Menckeneana: A Schimpflexikon (1928)
- On Politics: A Carnival of Buncombe (1920-1936)
- Treatise on the Gods (1930)
- Making a President (1932)
- Treatise on Right and Wrong (1934)
- Happy Days, 1880–1892 (1940)
- Newspaper Days, 1899–1906 (1941)
- Heathen Days, 1890–1936 (1943)
- A Mencken Chrestomathy (1948)
- The American Scene (1965)
- The Impossible H. L. Mencken: A Selection Of His Best Newspaper Stories (1991)
- A Second Chrestomathy (1994)
- A Religious Orgy in Tennessee A Reporter's Account of the Scopes Monkey Trial (2007)

## Anècdotes
- Apareix descrit a la pel·lícula L'herència del vent amb els trets del personatge d'E. K. Hornbeck, interpretat per Gene Kelly. Aquest film tractat del Judici Scopes.
- Quan una striper li demanà de trobar un terme «més digne» per a la seva professió, Mencken, que adorava la vida nocturna, proposà ecdisiasta, que significa «algú que s'esfulla»[11][12]
- A la sèrie de televisió Gilmore Girls, H. L. Mencken és citat sovint, especialment la crestomatia, quan Rory i el seu avi discuteixen a la primera temporada.
- En l'autobiografia Black Boy de Richard Wright, Richard llegeix Prejudicis de Mencken.
- A la sèrie The Wire, temporada 5, els periodistes del Baltimore Sun citen el seu epitafi.

## Citacions famoses
- L'objectiu general de la política pràctica és mantenir el poble alarmat (i, per tant, delitós per ser conduït a la seguretat) per una sèrie infinita de hobgoblins, la majoria d'ells imaginaris.[13]
- Cada elecció és una espècie de venda anticipada de subhastes de béns robats.[14]
- El problema amb el comunisme són els comunistes, igual que el problema amb el cristianisme són els cristians.[15]
- Tot home decent està avergonyit del govern sota el que viu.[16]
- Un idealista és aquell que, en adonar-se que les roses fan una olor millor que una col, conclou que també faran una millor sopa.[17]
- La injustícia és relativament fàcil de suportar; el que cou és la justícia.[18]
- Tot problema humà complex té una solució fàcil, plausible i equivocada.[19]